# 한랭이끼과
한랭이끼과(Meesiaceae)는 스플라크눔목에 속하는 이끼과의 하나이다. 한랭이끼(Messia longiseta) 등을 포함하여 5개 속에 13종으로 이루어져 있다.

## 특징
크고 작은 여러해살이 이끼로 습윤 풀밭과 부식질이 풍부한 암반 위, 이탄 습지에서 자란다. 보통 강모가 최대 10cm까지로 길다.

## 하위 속
- Amblyodon - 유일종 A. dealbatus
- Leptobryum - 3종
- 한랭이끼속 (Meesia) - 7종
- Neomeesia - 유일종 N. paludella
- Paludella - 유일종 P. squarrosa